# Molophilus serpentarius
Molophilus serpentarius là một loài ruồi trong họ Limoniidae. Chúng phân bố ở miền Australasia.